# プロドゥア・クリサ
クリサ（Kelisa）は、マレーシアの自動車メーカー、プロドゥアによって製造されていた小型ハッチバック型乗用車である。

## 概要
当時の国民車プロドゥア・カンチルで吸収しきれなくなった消費者をターゲットとして、より上級の国民車として企画され2001年に発売。5代目ダイハツ・ミラ（L700系）をベースとし、フロントのデザインは大幅に変更され、ヘッドライトやフロントグリルはカンチルの2000年のマイナーチェンジモデルと類似したものが採用。エンジンはダイハツ工業の直列3気筒 989cc DOHC 12バルブ EJ-DE型エンジンが搭載された。
翌2002年にはフェイスリフトが施され、フロントグリルおよびフロントバンパーの形状が変更された。フロントグリルについては初期のものよりも大型化された。
2000年1月にはイギリス市場にニッパ(カンチル)の後継車として発売された。
2007年5月、後継車であるビバの発売に伴い販売終了。

初期型
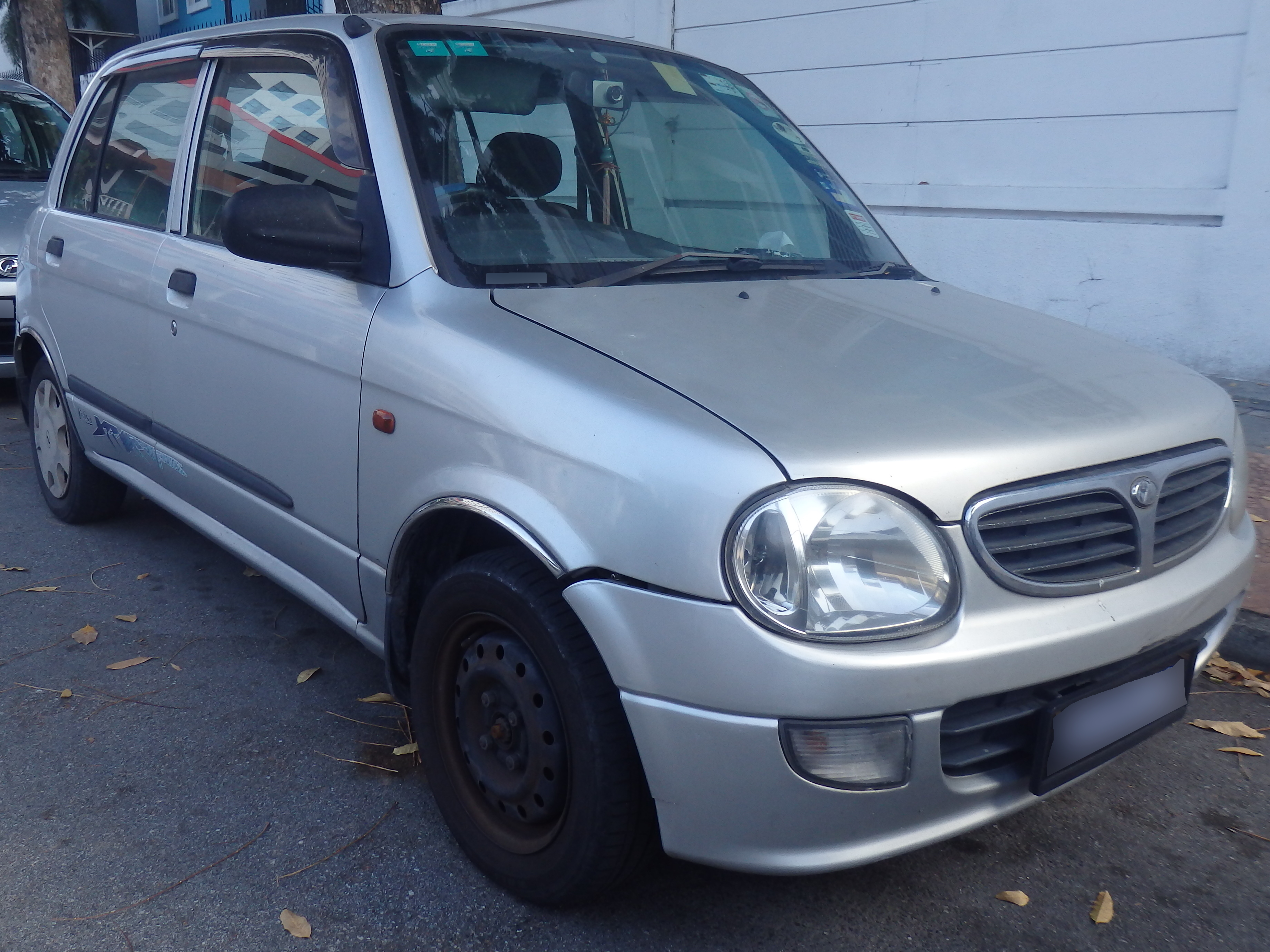
GX（フロント）
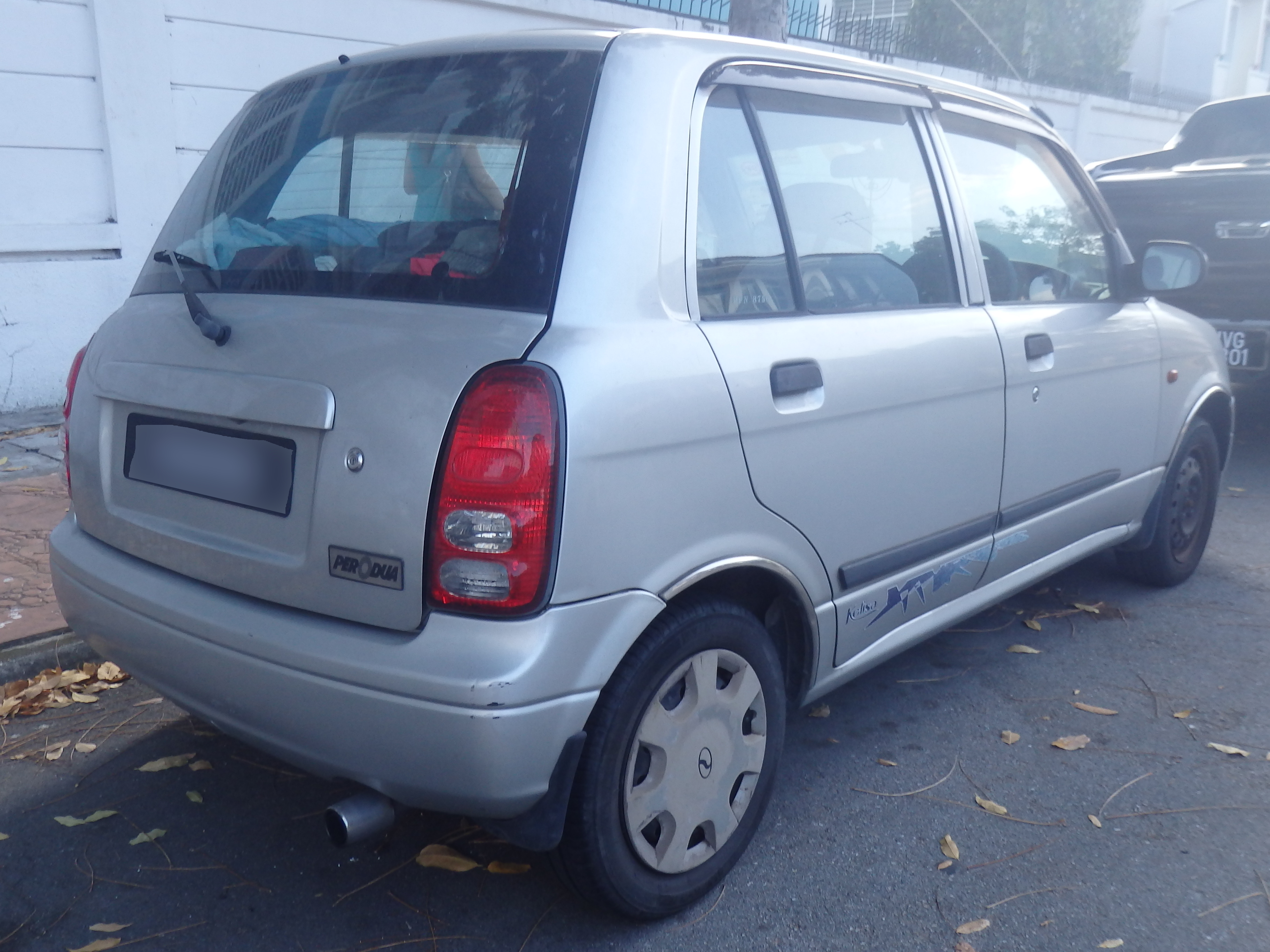
GX（リア）
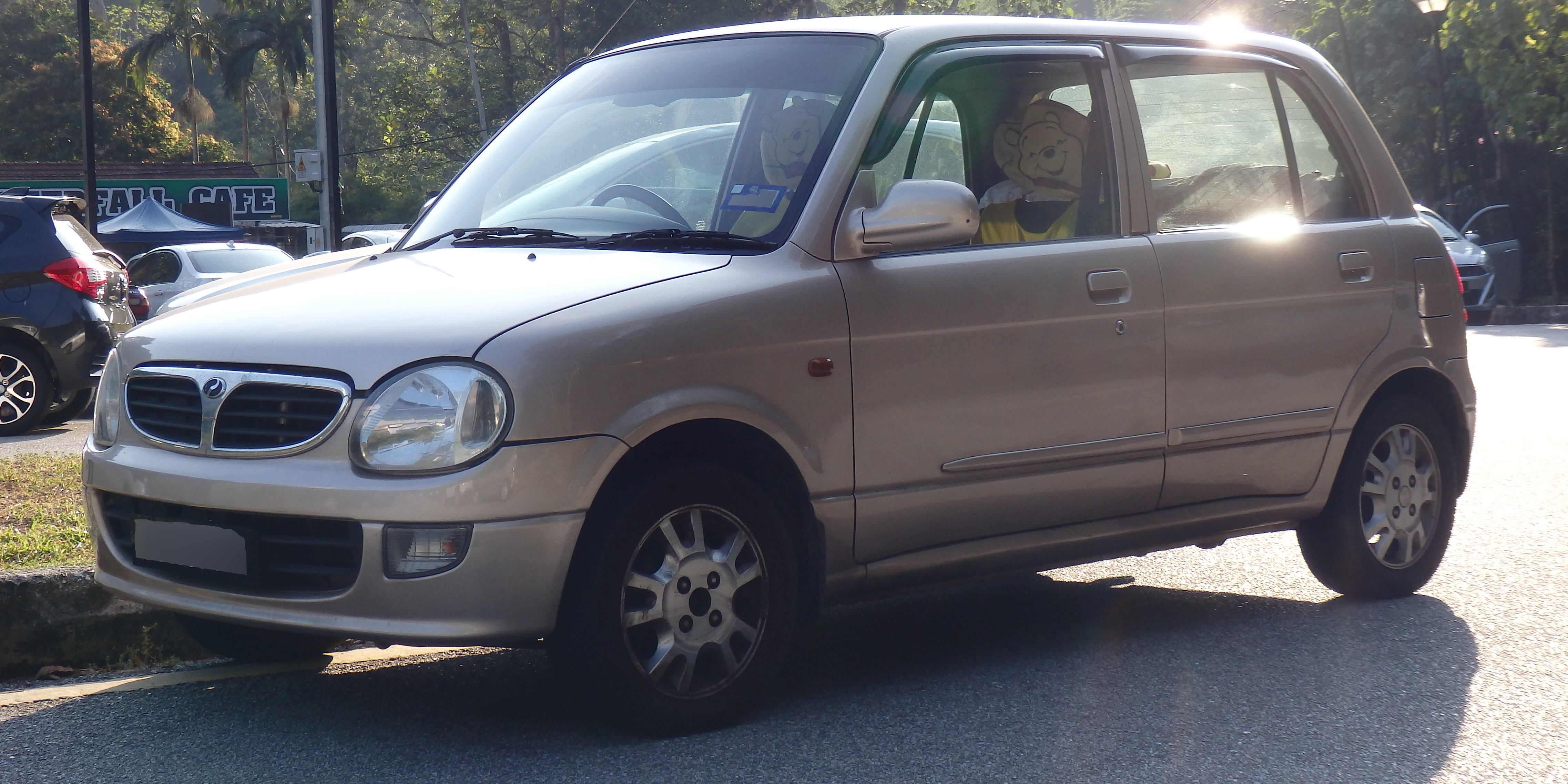
EZ（フロント）
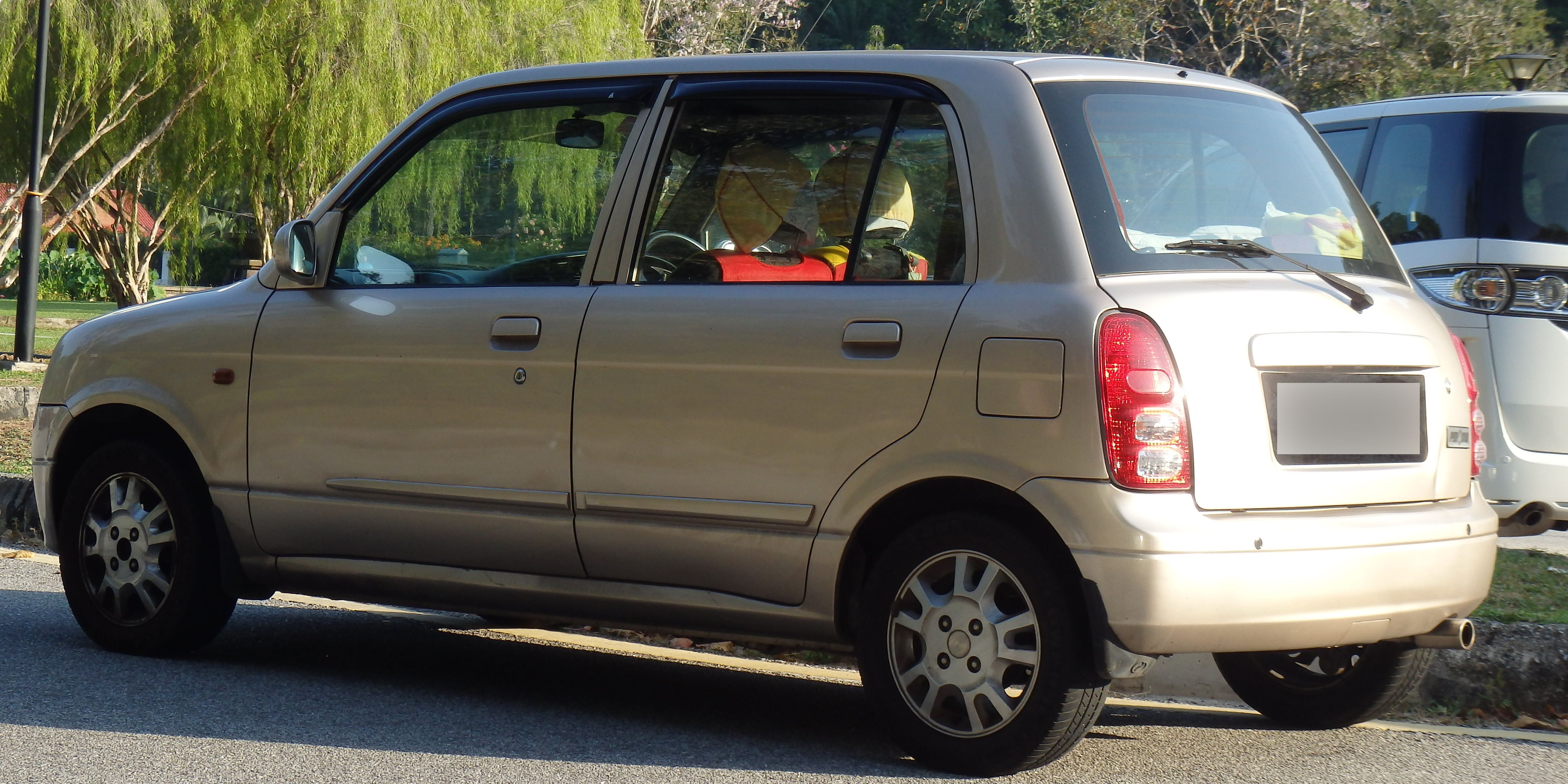
EZ（リア）
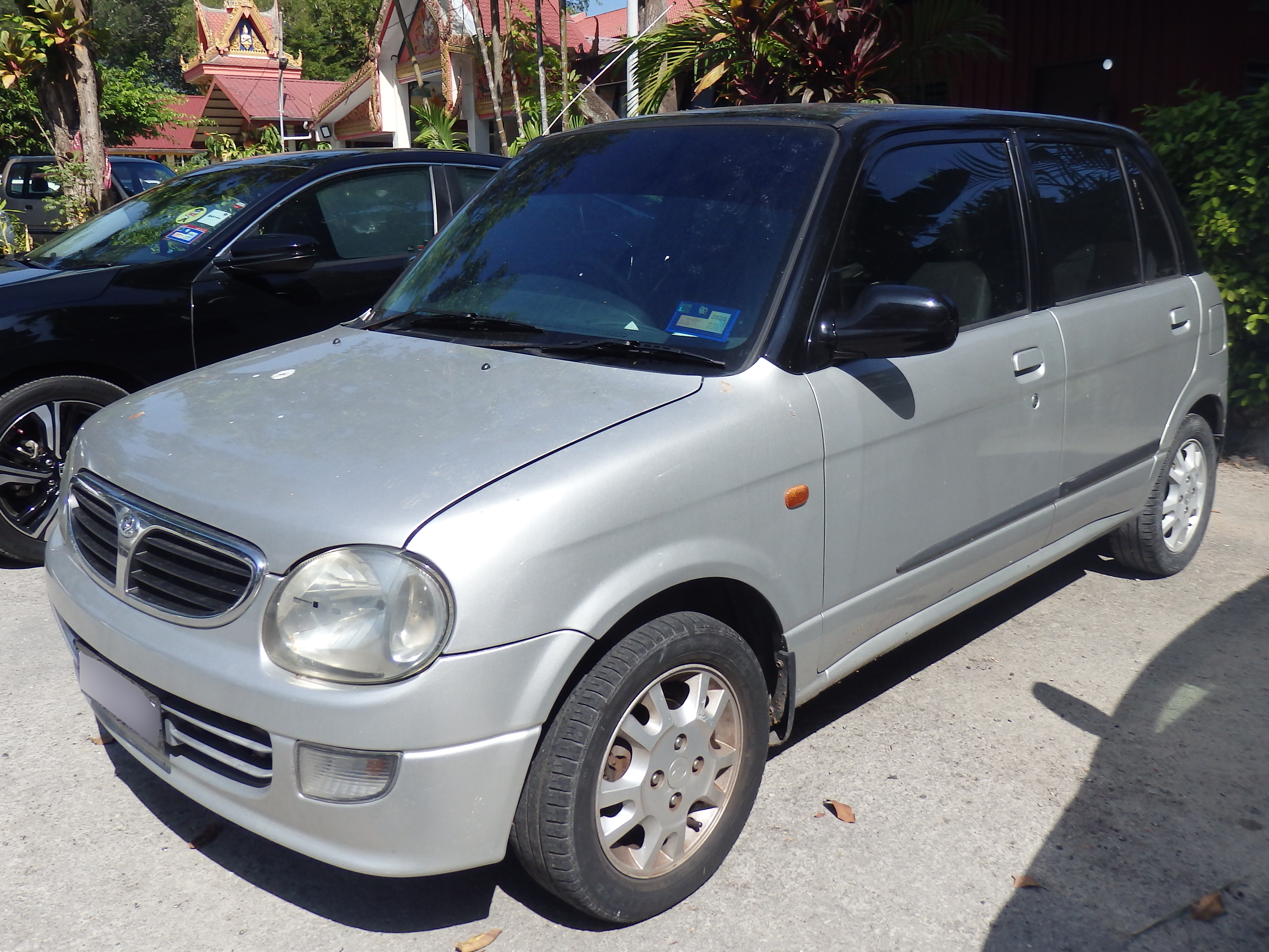
リミテッドエディション

後期型
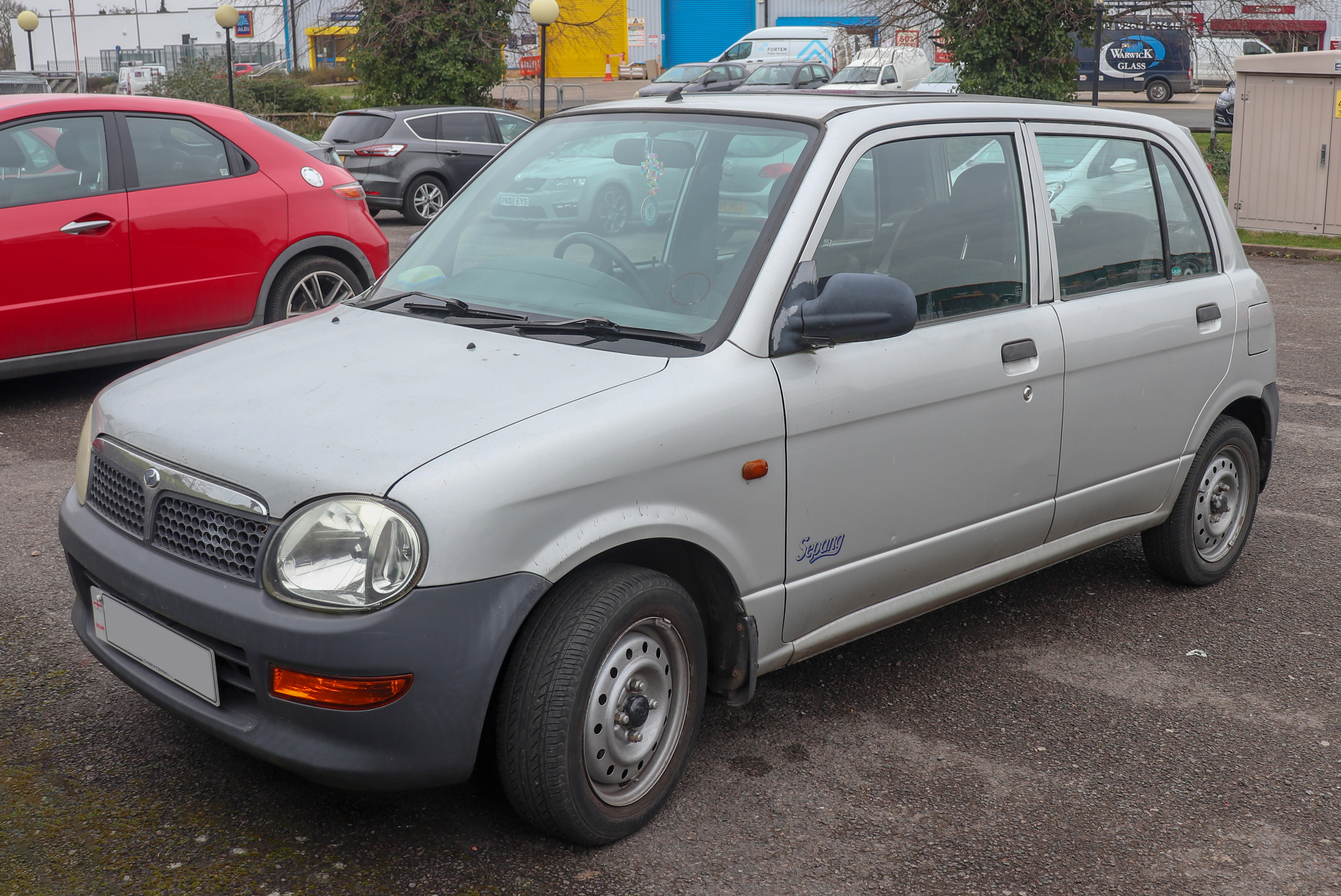
EX 1.0（フロント）
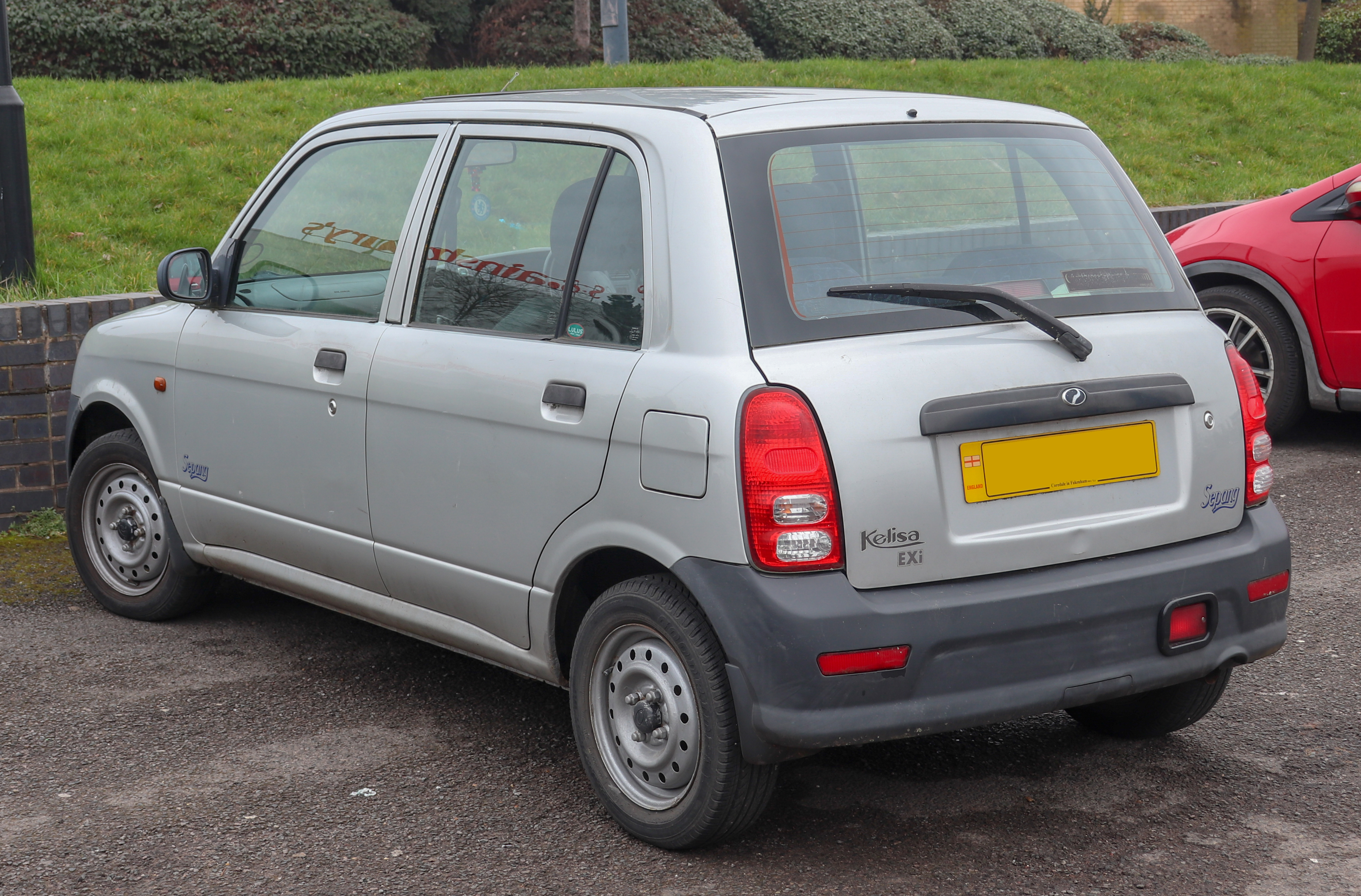
EX 1.0（リア）
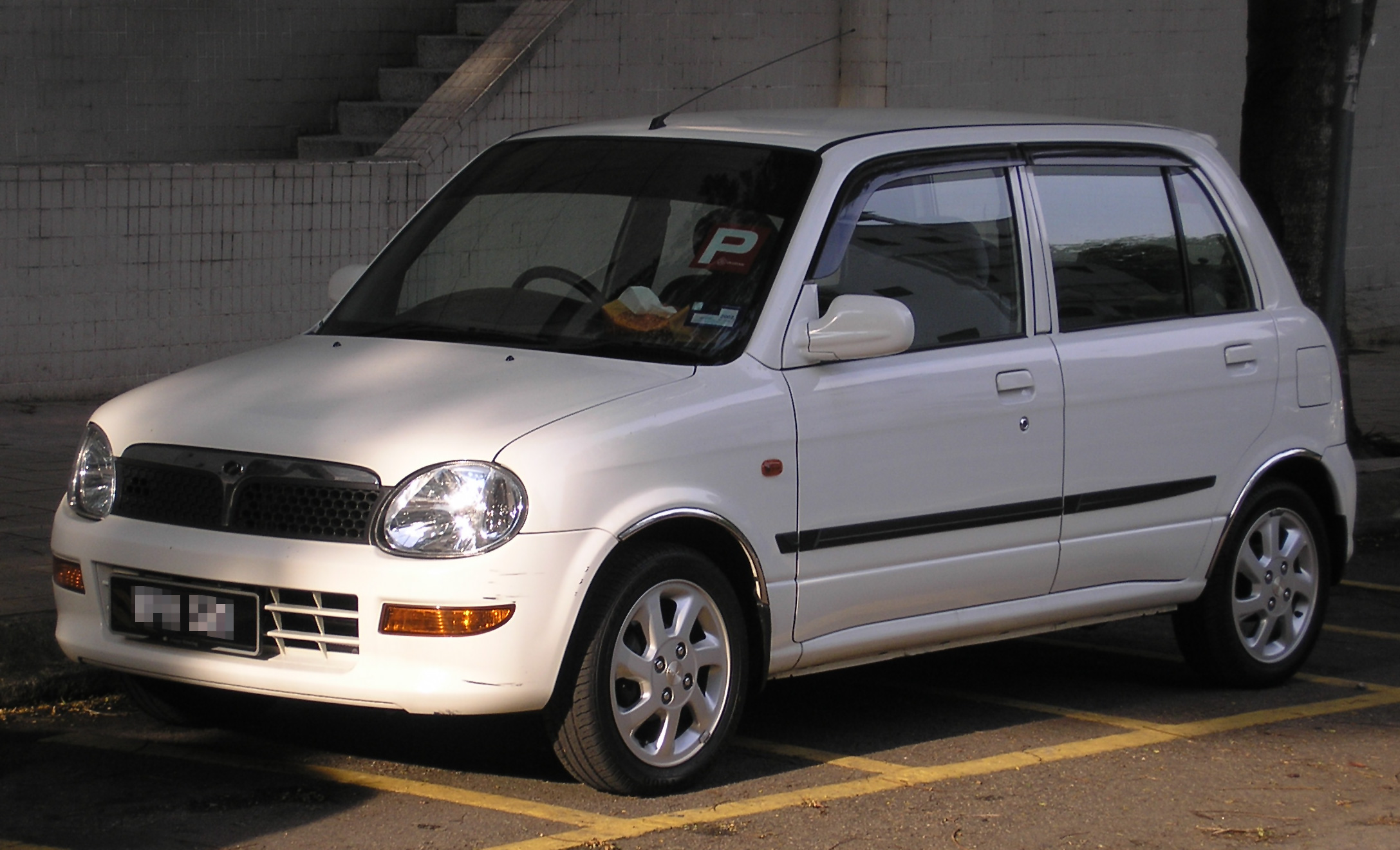
EZ（フロント）
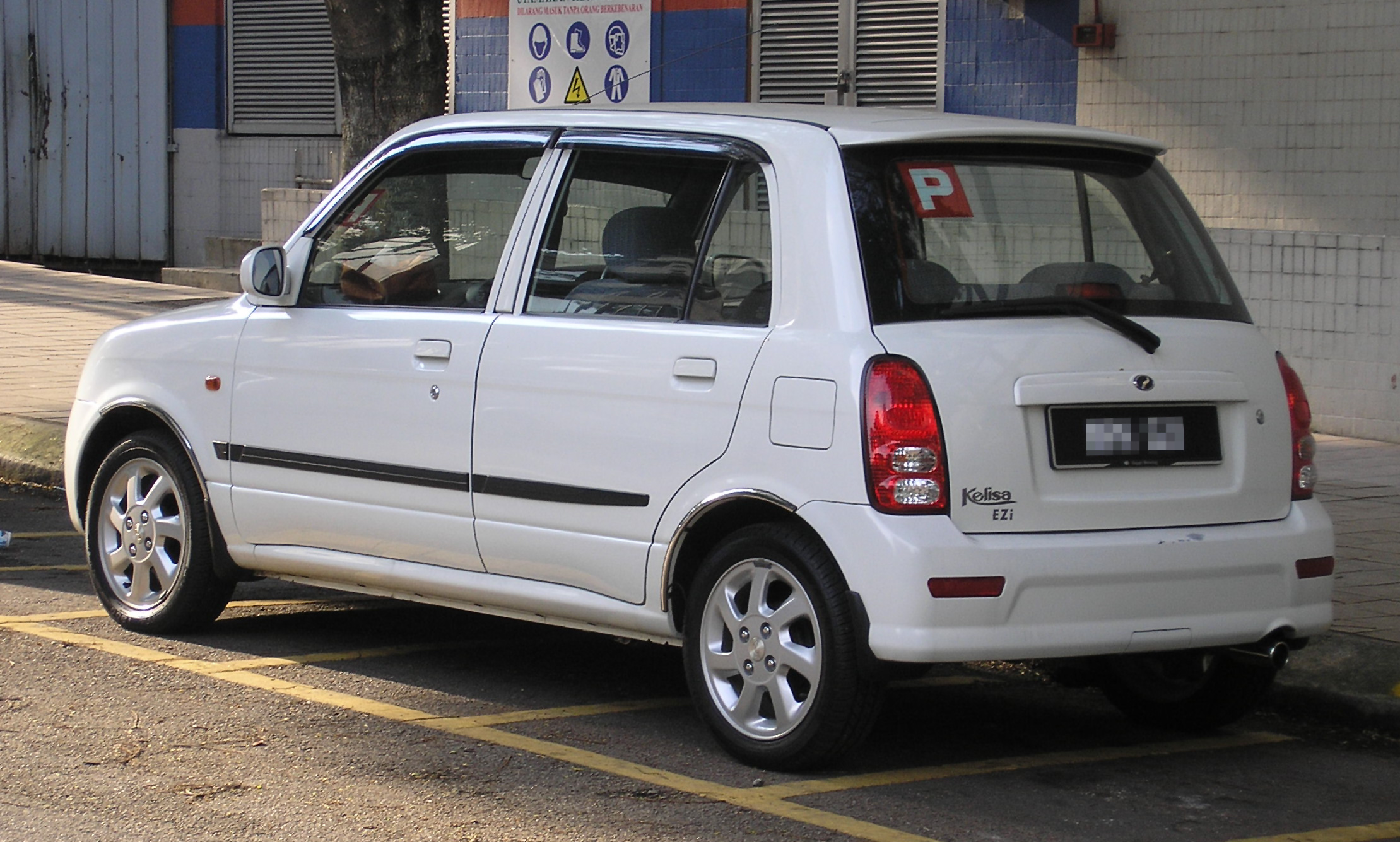
EZ（リア）
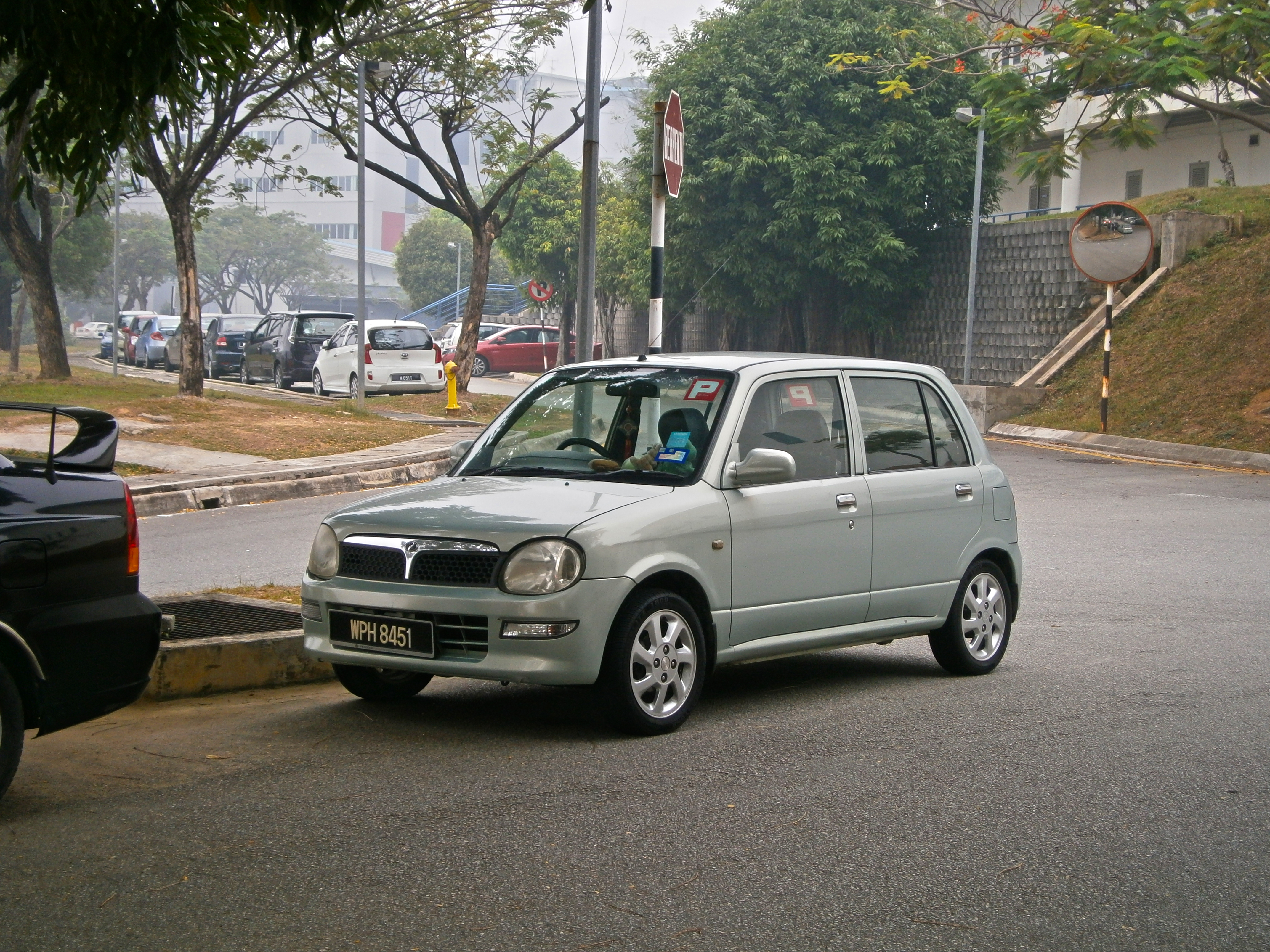
Imago（フロント）
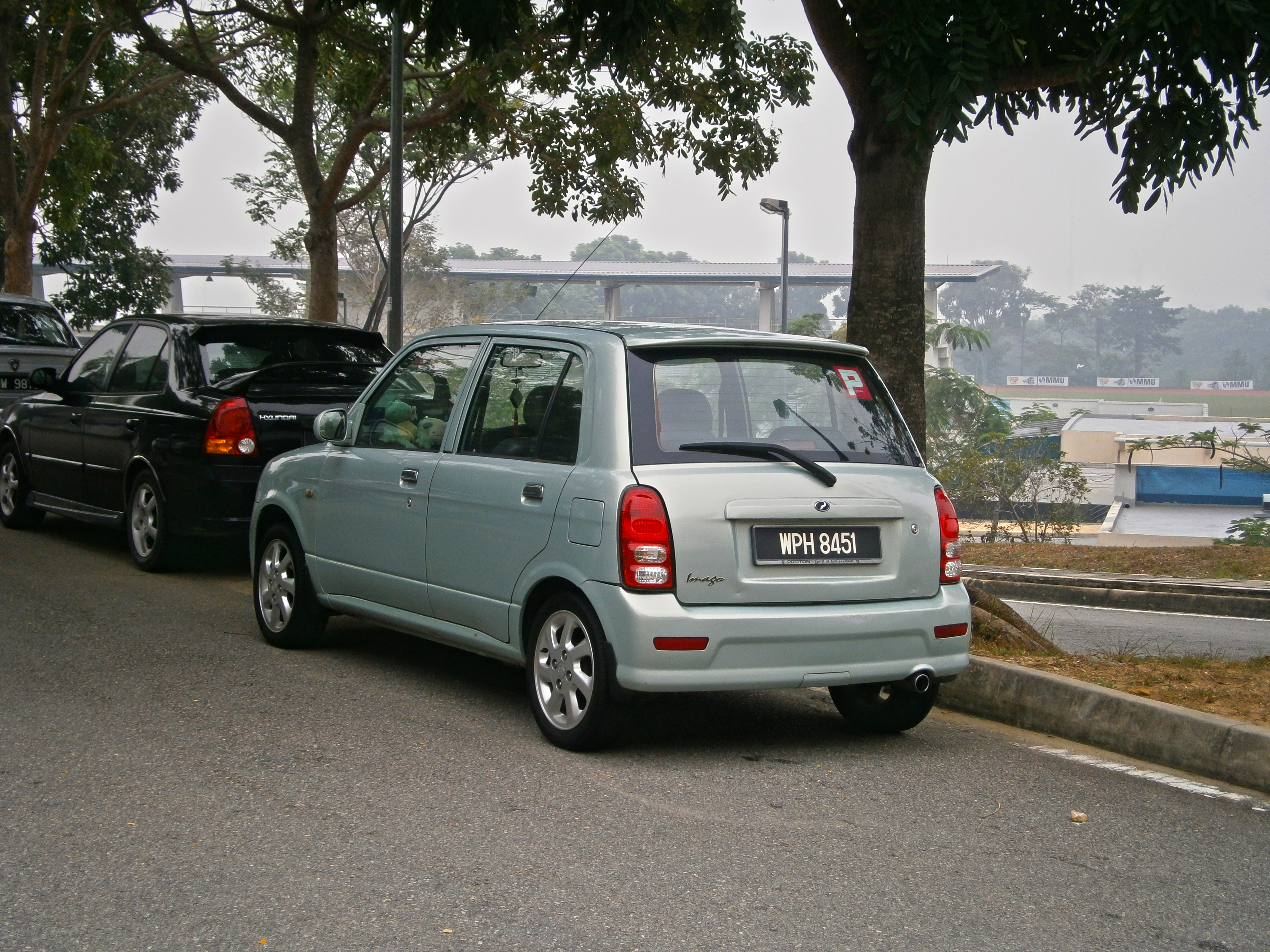
Imago（リア）
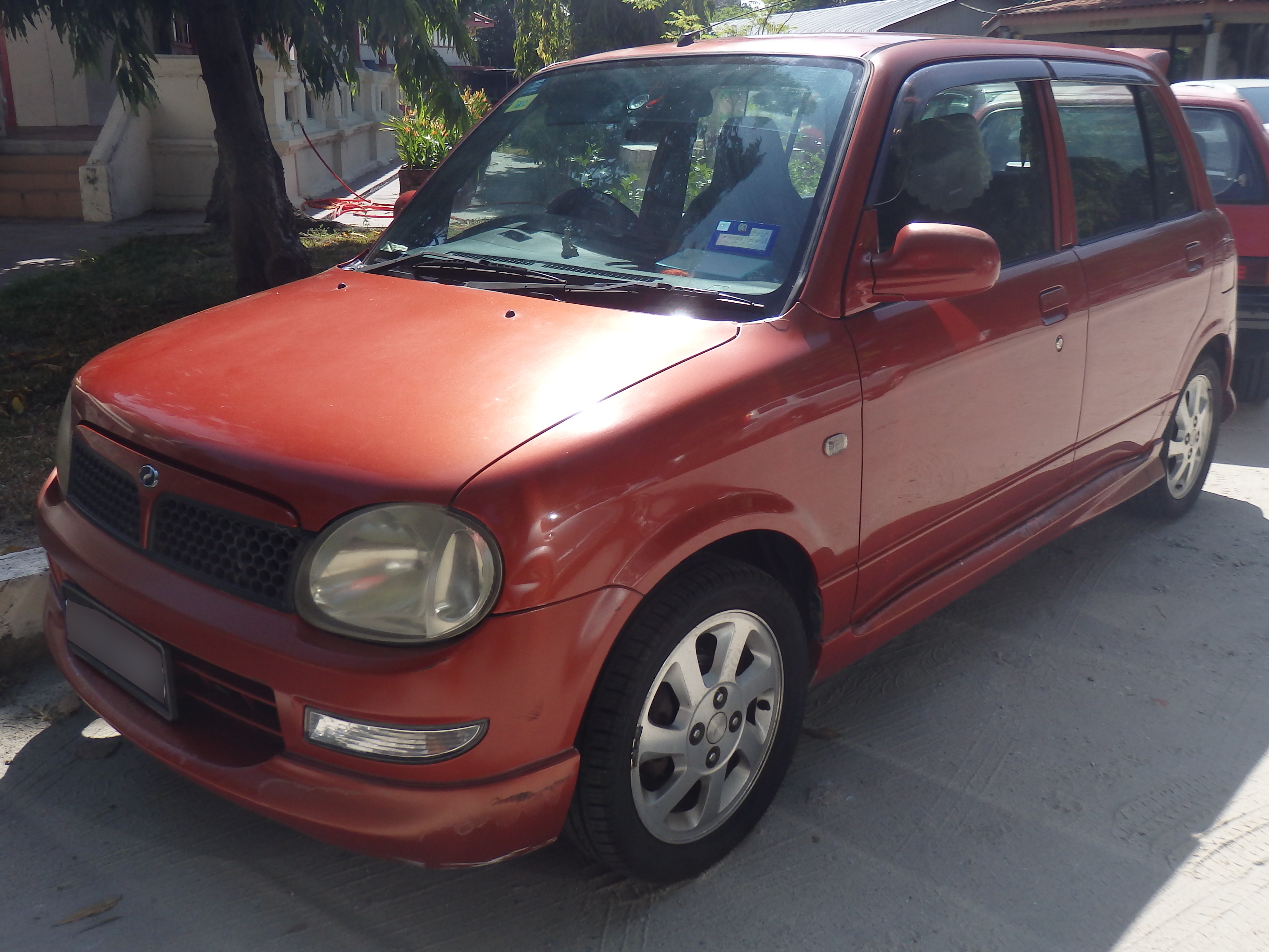
GXS スペシャルエディション（フロント）
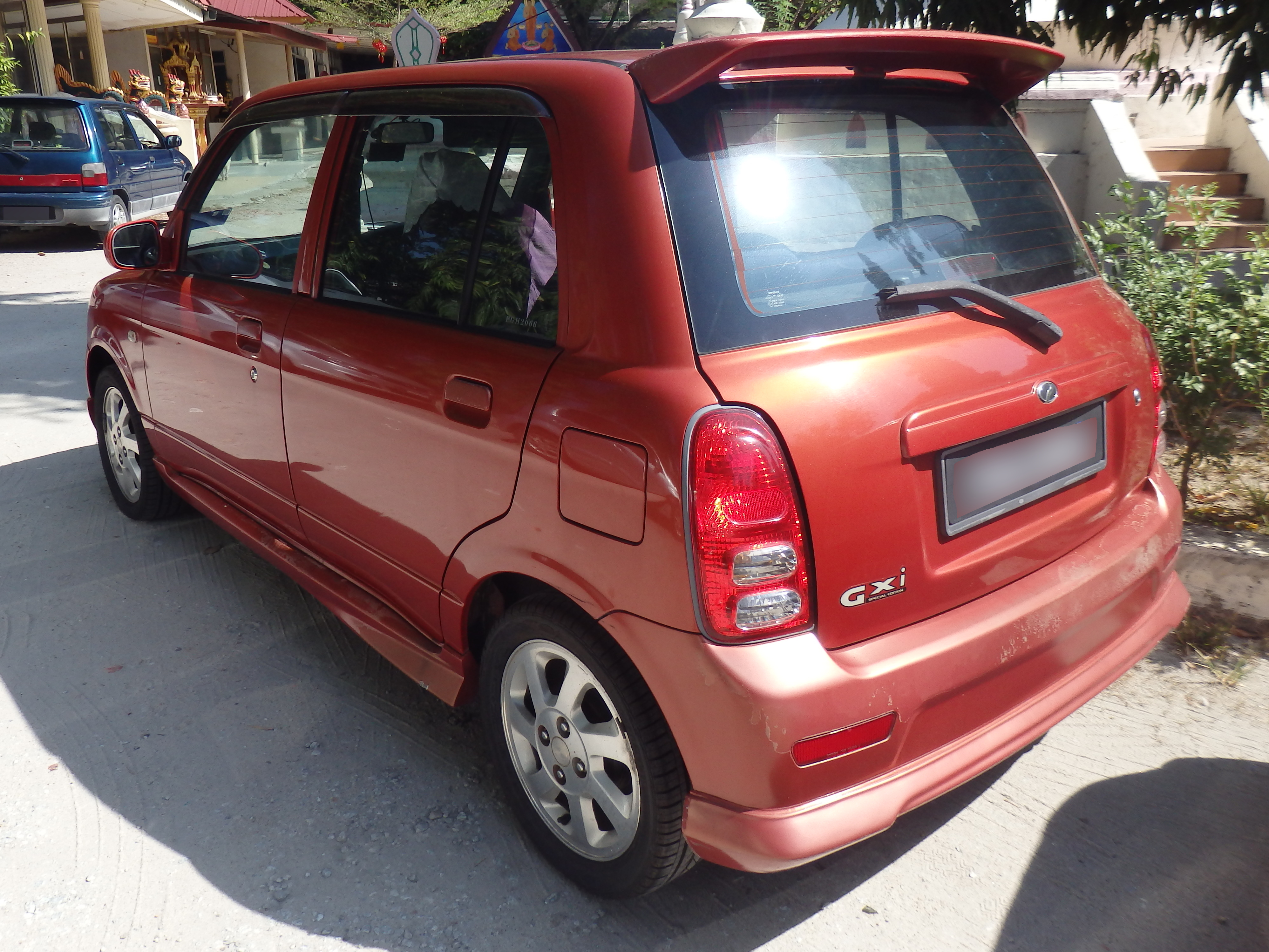
GXS スペシャルエディション（リア）

## 車名の由来
マレー語で「アロワナ」を意味する「ikan kelisa」から。